# JJ Cale N°8
1. 8

Albums de JJ Cale
Grasshopper
(1982) Travel-Log
(1990)
Comme son nom l'indique, # 8  est le 8e album de l'auteur-compositeur-interprète et guitariste américain de blues rock JJ Cale. Il est paru en 1983 chez Polygram.

## Historique
Les guitaristes Mark Knopfler, disciple de JJ Cale (non crédité) et Richard Thompson participent à l'album.

## Titres de l’album
1. Money Talks (Cale, Christine Lakeland) - 4:19
2. Losers - 2:40
3. Hard Times - 3:55
4. Reality - 2:22
5. Takin' Care of Business - 2:10
6. People Lie - 2:11
7. Unemployment - 4:09
8. Trouble in the City - 3:22
9. Teardrops in My Tequila (Craft) - 2:15
10. Livin' Here Too - 2:18

Compositions de JJ Cale, sauf indication contraire.

## Musiciens
- JJ Cale - guitare, voix, piano, batterie
- Tim Drummond - batterie
- Ray Edenton - guitare
- Glen D. Hardin - batterie, claviers
- Buddy Harmon - batterie
- Karl Himmel - batterie
- Jim Karstein - batterie
- Jim Keltner - batterie
- Christine Lakeland - claviers, voix
- Tony Migliore - piano
- Bob Moore - guitare basse
- Weldon Myrick - guitare
- Spooner Oldham - claviers
- Steve Ripley - guitare
- Richard Thompson - guitare

## Référence
1. ↑  D'après le Dictionnaire du Rock. Michka Assayas et al., Edit. Robert Laffont, 2002. Page 262.